# Кирпичёв, Лев Нилович
Лев Ни́лович Кирпичёв (1876—1928) — генерал-майор, герой Первой мировой войны.

## Биография
Родился 18 ноября 1876 года, происходил из дворян Псковской губернии, сын инженер-генерала Нила Львовича Кирпичёва.
Образование получил в Санкт-Петербургской 6-й гимназии и Константиновском артиллерийском училище, из которого выпущен в 1899 году. В дальнейшем Кирпичёв прошёл курс в Офицерской артиллерийской школе. Служил в Гвардейской Конно-артиллерийской бригаде.
6 апреля 1914 года был произведён в полковники и назначен командиром 2-й батареи в той же бригаде. Принимал участие в Первой мировой войне.
Высочайшим приказом от 13 января 1915 года награждён орденом св. Георгия 4-й степени
За то, что в бою 6 авг. 1914 г. под Каушеном-Краупишкеном, весьма искусно и с отменной храбростью, руководя стрельбой своей батареи, заставил замолчать две германских батареи. Оставаясь до конца боя совершенно открыто на избранном им наблюдательном пункте на крыше дома под сильнейшим артиллерийским и ружейным огнём противника, заставил замолчать обе батар. немцев и тем дал возможность двинуть в атаку все спешенные эскадроны дивизии и взять с боя позиции немцев, нанеся им полное поражение.
16 августа 1917 года Кирпичёв был произведён в генерал-майоры и назначен командиром 3-го дивизиона лейб-гвардии Конной артиллерии.
После Октябрьской революции Кирпичёв оказался на Украине и 24 октября 1918 года был назначен командиром Киевской добровольческой дружины и Сводного корпуса Национальной гвардии в Армии Украинской державы (Украинского государства) гетмана Скоропадского.
О дальнейшей судьбе Кирпичёва сведения весьма противоречивы. По одним данным он в конце 1919 года находился в Берлине и Лондоне, а затем уехал к адмиралу Колчаку. По другим данным состоял в Вооружённых силах Юга России.
Дату смерти также нельзя считать точно установленной. По одним данным, он погиб с группой офицеров у берегов Японии, когда пробирался к Колчаку. По другой версии, умер 30 июня или 22 августа 1928 в Луксоре (Египет). По третьей версии - умер в 1928 году во Франции.